# Gambit Budapest
El gambit Budapest (o defensa Budapest) és una obertura d'escacs que comença amb els moviments:
1.d4 Cf6
2.c4 e5
Tot i que aparegué per primer cop el 1896, el gambit Budapest va rebre l'atenció dels millors jugadors del món nómes després d'una victòria amb negres del Gran Mestre Milan Vidmar el 1918. Va gaudir d'un ascens de popularitat a començaments dels 1920, però actualment és rarament jugat al màxim nivell. Té un més baix percentatge de taules que d'altres defenses principals, però també uns resultats en general baixos per les negres.
Després de 3.dxe5 les negres poden triar la variant Fajarowicz 3...Ce4 que es concentra en el ràpid desenvolupament de les peces, però el moviment més habitual és 3...Cg4 amb tres possibilitats principals per les blanques. La variant Adler 4.Cf3 pretén obtenir avantatge d'espai al centre amb les peces, i especialment la important casella d5. La variant Alekhine 4.e4 dona a les blanques un important avantatge d'espai i un fort centre de peons. La variant Rubinstein 4.Af4 condueix a una important elecció per les blanques, després de 4...Cc6 5.Cf3 Ab4+, entre 6.Cbd2 i 6.Cc3. La resposta 6.Cbd2 genera una partida posicional en què les blanques gaudeixen de la parella d'alfils i intenten trencar al flanc de dama, mentre que 6.Cc3 manté l'avantatge material d'un peó, al cost d'afeblir l'estructura de peons blanca.
El gambit Budapest inclou diversos temes estratègics específics. Després de 3.dxe5 Cg4, comença una batalla contra el peó de més blanc a e5, el qual les negres atacaran amb ...Cc6 i (després de ...Ac5 o ...Ab4+) ...De7, mentre que les blanques el defensaran amb Af4, Cf3, i de vegades Dd5. A la variant 4.Cf3 la partida pot evolucionar ja sigui amb les negres atacant el flanc de rei blanc amb maniobres de passatge de torre, o bé amb les blanques atacant el flanc de rei negre amb el cop f2–f4, cas en el qual les negres reaccionaran al centre contra el peó d'e3. En moltes variants el moviment c4–c5 permet les blanques guanyar espai i obrir noves perspectives pel seu alfil de caselles clares. Per les negres, l'escac Af8–b4+ sovint facilita un ràpid desenvolupament.